# Moșe Cordovero
Moșe ben Iaakov Cordovero (în ebraică משה קורדובירו; n. 1522 la Safed? - d. 27 iunie 1570 la Safed (azi în statul Israel), cunoscut și sub numele acronim Ramak (רמ"ק)(Rabbi Moshe Kordovero) a fost un teolog și gânditor mistic evreu din Palestina, în vremea dominației otomane), unul din cei mai însemnați învățați ai Kabalei, membru al cercului de cabaliști care au activat la Tzfat în veacul al XVI-lea. Sistematizator al acestei invățături tainice, el a fost maestrul lui rabbi Itzhak Luria (ARI) și al lui rabbi Haim Vital.

## Viața
Nu se cunoaște locul nașterii sale. Numele Cordovero indică originea familiei sale în rândurile evreilor sefarzi din Cordoba, Spania. Modul în care își semna numele de familie în ebraică, Cordoeiro קורדואירו, sprijină mult ipoteza unei șederi îndelungate a familiei sale în Portugalia.
Învățat talmudist și filosof consacrat din tinerețe, se știe că a crescut și activat la Safed (Tzfat). Capacitatea sa extraordinară ca gânditor și autor prolific de cărți a fost de timpuriu recunoscută și l-a adus la conducerea ieșivei evreilor portughezi din Tzfat și la funcția de dayan, judecător . 
Și aceasta deși nu există consens asupra faptului că s-a numărat printre cei care au primit autorizația rabinică de la rabinul Yaakov Berav în 1538, așa cum era cazul lui Yosef Karo, Yossef Saghis și Moshe Alsheikh. 
În schimb, dupa plecarea rabinului Berav la Damasc, a continuat învățătura cu rabinul Yosef Karo în domeniul iudaismului halakhic, și,călăuzit , după mărturia lui, de o "voce cerească", a devenit discipolul în ale Kabalei, al cumnatului său Shlomo Alkabetz.

## Opera
- Pardes Rimonim(publ.Cracovia, 1592)

Prima sa lucrare,Pardes Rimonim ("Livada cu rodii") scrisa in anii 1542 - 1548, Moshe Cordovero a organizat gândirea cabalistică, dintr-o încercare de a concilia diverse școli timpurii și a dovedi unitatea de esență și consecvența filosofică interioară a Cabalei. 
- Or Yakar

A doua sa operă, păstrată în manuscris la Modena), a fost un amplu comentariu în 16 părți,intitulat Or Yakar (Lumina prețioasă) - la întreaga literatură a Zoharului. Acestei lucrări el și-a închinat cea mai mare parte a vieții. Publicarea ediției ei moderne a început la Ierusalim în mijlocul anilor 1960 și nu s-a desăvârșit ( 22 volume publicate) nici până în deceniul întâi al anilor 2000. Unele părți din ea s-au publicat sub titluri separate: Shiur Komá (Statura), Tefila le Moshe (Rugăciunea lui Moise) etc
- Tomer Dvorá (Palmierul Deborei) (publ. Veneția 1589) în care folosește conceptul cabalistic de Sfirot pentru a explica un sistem moral.
- Or Ne'erav (publ. Veneția, 1587) - o lucrare în care justifică și îndeamnă la studierea Cabalei.
- Elima Rabbati(1567) este un tratat de probleme cabalistice